# Commissaris Roos
Commissaris Roos was een Vlaamse politieserie die van 1990 tot 1992 op VTM liep.

## Rolverdeling
| Acteur              | Personage                   | Opmerkingen |
| ------------------- | --------------------------- | ----------- |
| Ward De Ravet       | Commissaris Frank Roos      |             |
| Mieke Bouve         | Inspecteur Marijke Meersman | seizoen 1   |
| Willy De Greef      | Inspecteur Herman Henry     |             |
| Tine Van den Brande | Inspecteur Daisy Soenen     | seizoen 2   |

### Bijrollen
| Acteur         | Personage    |
| -------------- | ------------ |
| Paula Sémer    | Elza Roos    |
| Greet Rouffaer | Suzanne Roos |

## Afleveringen

### Seizoen 1
| Nr. serie | Nr. seizoen | Titel van aflevering           | Scenario                  | Gastrollen | Uitzenddatum     |  |
| --- | ----------- | ------------------------------ | ------------------------- | --- | ---------------- |  |
| 1 | 1           | Tweelingmoord                  | Bert Struys               | Ivonne Lex, Marijke Hofkens, Bieke Van Melkebeek, Frans Maas, Bert De Wildeman, Senne Suls, Wilma Bakker | 5 januari 1990   |  |
| Het rommelt op het kasteel waar de tweelingzussen Amanda en Berthe (Ivonne Lex) met hun personeel wonen. De agressieve Berthe is weer in een van haar legendarische slechte buien en dat neemt nichtje Alida (Marijke Hofkens) blijkbaar niet meer. De veel zachtere Amanda is bang voor een confrontatie, maar komt zoals gewoonlijk niet tussenbeide. De volgende ochtend treft Alida haar tante Berthe dood in bed aan. De wetsdokter stelt vergiftiging vast. Commissaris Roos, Marijke en Herman onderzoeken de zaak. Verdachten zijn er genoeg: de huisbedienden, het nichtje, de tweelingzus. Allemaal hadden ze immers een motief, een middel én een kans om de oude tante te vermoorden. |             |                                |                           | |                  |  |
| 2 | 2           | De Mirakuleuze Madonna         | Bert Struys               | Vic Moeremans, André Van Daele, Martine Geerinckx, Tone Brulin, Rudi Delhem, Raf Reymen, Daan Van den Durpel, Ron Cornet, Peter Simons | 5 januari 1990   |  |
| De oude koster van een dorpskerk wordt ’s morgens vroeg zwaar toegetakeld aangetroffen achter in de kerk. Een ongeluk, denkt de pastoor (Dre Vandaele). Zo denkt commissaris Roos er niet over. De non (Martine Geerinckx) die de koster vond én de pastoor brengen commissaris Roos op het spoor van een kunstdiefstal. Roos dringt door in het wespennest, wat hem bijna het leven kost. |             |                                |                           | |                  |  |
| 3 | 3           | Het Kind                       | Bert Struys               | Herbert Flack, Peggy De Landtsheer, Ron Cornet, Martine Werbrouck, Piet Balfoort, Arla Theys, Walter Quartier, Jean-Paul Moregy | 19 januari 1990  |  |
| Frank (Herbert Flack) en Fabienne (Peggy De Landtsheer) worden uit een brandende auto gered. "Hij wou me vermoorden", mompelt de man. Een uitspraak die commissaris Roos doet beslissen een onderzoek in te stellen. Werd er aan de stuurinrichting van de auto geknoeid? Hoe betrouwbaar is de garagehouder? Zat de toevallige lifter er voor iets tussen? Veel vragen waarop commissaris Roos de antwoorden moet zien te vinden. |             |                                |                           | |                  |  |
| 4 | 4           | Casa Fanny                     | Bert Struys               | Senne Rouffaer, Vic Moeremans, Bert Champagne, Rita Smets, Annick Christiaens, Myriam Mulder, Nel Rosiers, Rudy Morren, Jannick Struys, Derrick Struys | 26 januari 1990  |  |
| Commissaris Roos reist met Marijke en Herman naar Spanje voor een rogatoir onderzoek. Op de luchthaven van Alicante botsen ze op Camiel Goedleven (Senne Rouffaer), een klasgenoot van Roos. Vroeger was de man al onbetrouwbaar en alles wijst erop dat hij helemaal niet veranderd is: mensen uit zijn onmiddellijke omgeving menen dat hij medeverantwoordelijk is voor het verdacht verongelukken van zijn vrouw. De Spaanse onderzoeksrechter (Bert Champagne) kan echter geen harde bewijzen voorleggen. Bovendien heeft Camiel in de Vlaamse arts Nelissen (Vic Moeremans) een perfecte getuige, die zijn onschuld bevestigt. Als ook het liefje (Myriam Mulder) van Camiels stiefzoon (Rudy Morren) in het zwembad verdrinkt, vindt Roos dat hij voldoende redenen heeft om een onderzoek in te stellen. |             |                                |                           | |                  |  |
| 5 | 5           | Liefde is Blind                | Jean Bodel en Bert Struys | Ben Van Ostade, Jean Verbert, Brigitte De Man, Jan Steen, Louis Vervoort, Ketty Van De Poel, Jos Simons, Noëlla Keymolen, Georges Ledez | 2 februari 1990  |  |
| In een van die Far West-dorpjes, waar toeristen van een onschuldig weekend tussen cowboys, indianen, de sheriff en andere figuren kunnen genieten, gebeurt een moord. De sheriff wordt er dood teruggevonden met een schotwonde in het hoofd. Als Roos, Marijke en Herman ter plaatse komen, stellen ze vast dat verschillende mensen een motief hadden om de sheriff te vermoorden. Zo zijn de ingehuurde circusartiesten, het barmeisje, de paardenverzorger, de vrouw van de sheriff en zelfs een bejaard echtpaar kandidaat - moordenaars. |             |                                |                           | |                  |  |
| 6 | 6           | Lijk Gezocht                   | Willy De Greef            | Alex Cassiers, Horst Mentzel, Veerle Wijffels, Pien Savonije, Jaak Van Hombeeck, Marc Bober | 9 februari 1990  |  |
| Op het bureau van commissaris Roos loopt een alarmerend telefoontje binnen. Een vrouw roept: "De moordenaars zijn in huis!", daarna een luide gil ... Als Roos, Marijke en Herman ter plaatse aankomen, blijkt dat er niets is gebeurd, want twee heren en een dame houden er hun jaarlijkse vergadering. Vals alarm? Een onsmakelijke grap? Roos denkt het niet, want het drietal legt tegenstrijdige verklaringen af. Het enige wat ontbreekt is een lijk... |             |                                |                           | |                  |  |
| 7 | 7           | Souvenir van de Costa Blanca   | Willy De Greef            | Hans Royaards, Jo Nupie, Rosemarie Bergmans, Bert Champagne, Rita Smets, Annick Christiaens | 16 februari 1990 |  |
| Een man wordt in het bureau van commissaris Roos op de rooster gelegd. Hij was in Spanje getuige van een ongeval, waarbij een Belgische vrouw het leven liet. Wat begint als een formaliteit, evolueert tot een zware verdenking. Heeft de man wel de waarheid verteld? Wat heeft hij verzwegen? |             |                                |                           | |                  |  |
| 8 | 8           | Moord op Kerstavond            | Bert Struys               | Ronnie Commissaris, Luc Springuel, Karen Van Parijs, Bob De Moor, Mieke De Groote, Katrien Meganck, Ria Verschaeren, Filip Peeters | 23 februari 1990 |  |
| Een man overlijdt in het ziekenhuis. Dat gebeurt wel vaker, maar opvallend is dat hij gevonden wordt met een injectienaald in de arm, terwijl deze patiënt geen inspuitingen meer voorgeschreven kreeg. Commissaris Roos ondervraagt het personeel en enkele patiënten. Het wordt een moeilijke puzzel, waarvan het laatste stukje bijzonder verrassend is. |             |                                |                           | |                  |  |
| 9 | 9           | Moord op een Kleine D (deel 1) | Bert Struys               | Reinhilde Van Driel | 9 maart 1990     |  |
| Baron Xavier de Rutten de Wommelghem wordt levenloos aangetroffen in het bureau van zijn kasteel met een dolk in de rug. De zaak lijkt eenvoudig: de oude schoonvader bekent immers spontaan. Hij liquideerde zijn schoonzoon, omdat deze het familiefortuin vergokte ten nadele van zijn kleinzoon. Als commissaris Roos het rapport van de wedersamenstelling opvraagt, stelt hij vast dat de oude man de moord onmogelijk kan gepleegd hebben. Wie wil hij beschermen? |             |                                |                           | |                  |  |
| 10 | 10          | Moord op een Kleine D (deel 2) | Bert Struys               | | 9 maart 1990     |  |
| De oude schoonvader heeft spontaan bekend Baron Xavier de Rutten de Wommelghem te hebben vermoord, omdat deze het familiefortuin vergokte ten nadele van zijn kleinzoon. Commissaris Roos weet dat hij dit onmogelijk kan gedaan hebben. Waarom beschuldigt hij zichzelf? Wil hij zijn dochter beschermen, die wel motieven had om haar man te vermoorden? Heeft zij hulp gekregen van haar minnaar, een ex-huurling? Als deze laatste ook vermoord wordt aangetroffen, komt het onderzoek in een stroomversnelling. |             |                                |                           | |                  |  |
| 11 | 11          | Première                       | Bert Struys               | Senne Rouffaer, Ingrid De Vos, Ronnie Commissaris, Ronny Waterschoot, Eddy Asselbergs, Vera Veroft, Leslie De Gruyter, Ray Verhaeghe, Marc Bober, Hans Royaards, Monique De Beun, Jo Coppens, Alex Cassiers, Ille Geldof, Tine Deboosere, Ria Breyne, Luk De Koninck, Oswald Maes | 16 maart 1990    |  |
| Als Commissaris Roos dan eens de kans krijgt om rustig van een avondje theater te genieten, wordt er onder zijn neus een toeschouwer neergeschoten. De man blijkt de ontslagen regisseur van het theater te zijn. Iedereen heeft een knal gehoord, maar dat was het schot dat een acteur met een "toneelpistool" in het kader van het toneelstuk afvuurde. Of was dat pistool toch niet zo onschuldig? De moordenaar wordt tot in de verste uithoeken van de schouwburg gezocht, tussen acteurs, technici en directie. Er zijn verdachten genoeg. |             |                                |                           | |                  |  |
| 12 | 12          | Een Onopvallend Persoon        | Willy De Greef            | Hubert Damen, Denise Zimmerman, Mikie Aendenboom, Blanka Heirman, Greet Rouffaer, Joris Van Dael, Bob Snijers, Vic Ribbens, Lucas Van den Eynde, Günther Lesage, Eric Clerckx, Robert de la Haye, Jan Bijvoet, Eric Van Herreweghe                                                | 23 maart 1990    |  |
| Een leraar van een technische school (Hubert Damen) komt met zijn wagen in het kanaal terecht en verdrinkt. Enkele dagen later verneemt Roos dat dit ongeval een moord zou kunnen geweest zijn. Samen met zijn inspecteurs gaat hij op onderzoek uit en komt tot een toch wel verrassende conclusie. |             |                                |                           | |                  |  |
| 13 | 13          | Pookmoorden                    | Frans Erbis               | Ilse Uitterlinden, Leslie De Gruyter, Hans Royaards, Herman Gilis, Veerle Eyckermans, Walter Van De Velde, Kurt Defrancq, Georges Ledez, Bert Cosemans | 30 maart 1990    |  |
| Josee, vrouw van architect Cas De Brouwer, wordt dood aangetroffen voor de open haard, de hersenen ingeslagen met een pook. Op het moordwapen staan enkel vingerafdrukken van de huisbedienden. Roos en zijn inspecteurs ontmoeten een hele rij verdachten: de architect, een bouwondernemer en een advocaat. |             |                                |                           | |                  |  |

### seizoen 2
| Nr. serie | Nr. seizoen | Titel van aflevering        | Scenario                                | Gastrollen                                                                                 | Uitzenddatum                                |  |
| --- | ----------- | --------------------------- | --------------------------------------- | ------------------------------------------------------------------------------------------ | ------------------------------------------- |  |
| 14 | 1           | Moordlijn                   |                                         | Luk De Koninck, Ronnie Commissaris, Manou Kersting, Erik Verschueren, Mark van den Bos     | 1 januari 1992 Heruitzending: 24 april 2009 |  |
| Commissaris Roos en zijn medewerkers krijgen het bezoek van een vrouw die ervan overtuigd is dat iemand haar wil vermoorden. Sinds geruime tijd krijgt ze immers dreigtelefoontjes. Herman vindt dat de cliënte overdreven emotioneel reageert, maar Daisy voelt sympathie voor haar en wil helpen. Ze kan commissaris Roos ervan overtuigen het onderzoek te openen. Daisy was immers getuige van het zoveelste anoniem telefoontje. De volgende dag roept Roos zijn medewerkers bij zich en deelt hen mee dat er een moord gepleegd werd. Niet de vrouw is dood, maar haar ex-man. In eerste instantie lijkt het erop dat de vrouw uit zelfverdediging gehandeld heeft. Ze is er immers zeker van dat het slachtoffer haar steeds opbelde. Commissaris Roos vertrouwt het hele zaakje niet en zet het onderzoek verder. |             |                             |                                         |                                                                                            |                                             |  |
| 15 | 2           | Het verleden beschikt       |                                         | Martin Van Zundert, Karel Deruwe                                                           | Heruitzending: 27 april 2009                |  |
| Het lichaam van de steenrijke kunstverzamelaar Roger Vaernewijck wordt gevonden. Op het lijstje van de verdachten staan zes gasten en twee bedienden. Commissaris Roos, die Roger goed gekend heeft, wordt met de zaak belast. Een kort onderzoek brengt aan het licht dat het waarschijnlijk om roofmoord gaat, maar het is niet meteen duidelijk wat er gestolen werd. Herman en Daisy onderwerpen de verdachten aan een kruisverhoor. Uit een van de verhalen blijkt dat het slachtoffer ooit het leven redde van Asiza. Dat gebeurde eind jaren vijftig in Congo. Het meisje was toen amper vijf jaar oud. Commissaris Roos herinnert zich dit nog levendig. In die tijd diende hij immers onder Roger die kolonel was.                                                                                               |             |                             |                                         |                                                                                            |                                             |  |
| 16 | 3           | De man met het jagershoedje |                                         | Fred Van Kuyk, Mark Willems, Herman Gilis, Inneke Geerts, Els Olaerts, Tine Van den Brande | Heruitzending: 28 april 2009                |  |
| In de rosse buurt van Antwerpen wordt het lichaam ontdekt van Ingrid, een heroïneprostituee. Het enige spoor dat naar de moordenaar verwijst, is een jagershoedje dat in de buurt van het lijk is blijven liggen. Het is aan Herman, Daisy en commissaris Roos om de eigenaar van het hoofddeksel te vinden. Meteen het begin van een intense speurtocht. |             |                             |                                         |                                                                                            |                                             |  |
| 17 | 4           | Variaties in dood           | Eddy Asselbergs, Lydia Verbeeck         | Marc Peeters, Eric Clerckx, Jan de Bruyne, Robert De La Haye, Georges Ledez                | Heruitzending: 29 april 2009                |  |
| Na een anoniem telefoontje wordt in een verlaten villa een lijk gevonden. Volgens de wetsdokter stierf het slachtoffer een natuurlijke dood. Maar waarom wordt er op het lichaam geen portefeuille gevonden? Waar is de bril die het slachtoffer volgens zijn echtgenote altijd droeg? Waarom werd zijn wagen niet in de buurt van de woning aangetroffen? |             |                             |                                         |                                                                                            |                                             |  |
| 18 | 5           | Stokken in de wielen        |                                         | Hans De Munter, Ann Hendrickx, Veerle Eyckermans                                           | Heruitzending: 30 april 2009                |  |
| Er worden een aantal fietsen gestolen uit het clubhuis van de wielertoeristen. De voorzitter weet wel dat dit geen zaak is voor de gerechtelijke politie, maar toch vraagt hij zijn oude vriend Roos officieus om hulp. Officiëler wordt het wanneer een van de oudere clubleden vermist wordt en alles op moord begint te lijken. |             |                             |                                         |                                                                                            |                                             |  |
| 19 | 6           | De Elvis-fan                | Eddy Asselbergs, Dido                   | Christine Bosmans, Marc De Corte, Miek De Schepper, Sandra Deakin                          | Heruitzending: 01 mei 2009                  |  |
| Marcel is de uitbater van een dancing én een passionele Elvis-fan. Tijdens de weekends stoomt hij Nicolas, het zoontje van zijn vriendin Erna, klaar voor een belangrijke playbackwedstrijd. De jongen is de eindeloze repetities meer dan beu. Ook Erna en buurman Leo zijn de wanhoop nabij. |             |                             |                                         |                                                                                            |                                             |  |
| 20 | 7           | Golfmoorden                 |                                         | Piet Balfoort, Ria Breyne, Bert Champagne                                                  | Heruitzending: 04 mei 2009                  |  |
| Op een ochtend wordt de beleggingsspecialist Emile koelbloedig neergeschoten tijdens een partijtje golf. Commissaris Roos en zijn medewerkers worden belast met de zaak. Geen makkelijke opgave. Het mag immers niet bekend raken dat Emile dood is. |             |                             |                                         |                                                                                            |                                             |  |
| 21 | 8           | Leentje                     |                                         | Carl Ridders, Eric Kerremans, Eddy Asselbergs                                              | Heruitzending: 06 mei 2009                  |  |
| De sociale woonwijk "De Varens" wordt getroffen door een vlaag van paniek. Leentje Smalders, een negenjarig meisje, is spoorloos. Wanneer de grootscheepse zoekactie van de politie en de buurtbewoners niets oplevert, worden Roos, Daisy en Herman ingeschakeld. |             |                             |                                         |                                                                                            |                                             |  |
| 22 | 9           | Brood en spelen             |                                         | Geert Hunaerts, Jo Coppens, Pol Goossen, Peter Bulckaen, Jos van Gorp                      | Heruitzending: 06 mei 2009                  |  |
| Net voor de aanvang van een belangrijke voetbalwedstrijd ontstaan er rellen tussen de politie en hooligans. De harde kern slaagt erin de kleedkamers van de tegenspelers binnen te dringen. Toch kunnen de ordehandhavers hen uit de gangen verdrijven. Dan wordt het lichaam van de scheidsrechter gevonden. |             |                             |                                         |                                                                                            |                                             |  |
| 23 | 10          | Malchance                   |                                         | Raymond Bossaerts, Denise Daems, Veerle Dobbelaere, Annie Geeraerts                        | Heruitzending: 07 mei 2009                  |  |
| Wiske woont samen met Polle, een regelmatige bajesklant en drinkebroer, en met haar luie zoon Sammy. Wanneer ze ontdekt dat er weer geld uit haar handtas gestolen werd, is voor Wiske de maat vol. Ze gooit Polle het huis uit en maakt ruzie met haar zoon. Even later wordt haar wagen uit het kanaal gevist. Ongeluk of moord? |             |                             |                                         |                                                                                            |                                             |  |
| 24 | 11          | Moord op een bodybuilder    | Wilfried Hendrickx, Bert Struys         | Daan Hugaert, Leo Madder, Leo Rozenstraten                                                 | Heruitzending: 08 mei 2009                  |  |
| Ronald Valvekens, eigenaar van de bodybuildersclub "Golden Muscles", treft op een morgen, in de douche, het lijk aan van Joris Kindekens, een van zijn klanten. Tijdens het onderzoek vindt Daisy een flacon met een witte vloeistof in de sporttas van de man. Het labo is formeel: het gaat om corticosteroïden. Daisy gaat "undercover" en maakt zich lid van de club. |             |                             |                                         |                                                                                            |                                             |  |
| 25 | 12          | Op leven en dood, opa       | Christelle Mahy, Bert Struys (scenario) | Greet Rouffaer, Derrick Struys, Clemy Van Outryve, Paula Sémer                             | Heruitzending: 11 mei 2009                  |  |
| De dochter van de commissaris brengt een korte vakantie door in de Ardennen, samen met haar kinderen en haar ouders. Joris en Dirk worden ontvoerd door huurmoordenaar Pedro, die in opdracht van een stel boeven handelt die revanche willen nemen op Roos. Via de kinderen willen ze de commissaris in de val lokken en definitief met hem afrekenen. |             |                             |                                         |                                                                                            |                                             |  |
| 26 | 13          | Het wordt een mooie zomer   | Jacques Boon, Siska Delobel,Bert Struys | Deedee Dalle, Frederique De Lobel, Sien Diels                                              | Heruitzending: 12 mei 2009                  |  |
| Vier bevriende koppels besluiten hun zomer door te brengen op de camping van de norse meneer Vogel. De mannen hebben het er naar hun zin, want Lizette, de knappe echtgenote van de loodgieter, brengt er meteen de feeststemming in. De andere vrouwen kijken jaloers toe hoe zij met al de aandacht gaat lopen. De volgende ochtend wordt het lijk van Lizette in de duinen gevonden. Commissaris Roos trekt meteen op onderzoek uit en moet toegeven dat er heel wat verdachten zijn... |             |                             |                                         |                                                                                            |                                             |  |